# The New Zealand Herald
The New Zealand Herald é um jornal diário no formato standard veiculado em Auckland, Nova Zelândia e distribuído pela APN News & Media. É o maior em número de circulação de publicações, com cerca de 200.000 cópias em 2006.